# Higueras de Abuya
Higueras de Abuya är en ort i Mexiko.   Den ligger i kommunen Culiacán och delstaten Sinaloa, i den centrala delen av landet, 1 000 km nordväst om huvudstaden Mexico City. Higueras de Abuya ligger 64 meter över havet och antalet invånare är 1 648.
Terrängen runt Higueras de Abuya är platt åt sydväst, men åt nordost är den kuperad. Runt Higueras de Abuya är det ganska tätbefolkat, med 155 invånare per kvadratkilometer. Närmaste större samhälle är El Rosario, 11,3 km väster om Higueras de Abuya. Omgivningarna runt Higueras de Abuya är en mosaik av jordbruksmark och naturlig växtlighet.